# Charavgí (Messénie)
Charavgí (grec moderne : Χαραυγή) est une localité située dans le dème du Magne-Occidental, dans le district régional de Messénie, dans la périphérie du Péloponnèse, en Grèce.
Selon le recensement de 2021, elle compte 43 habitants.